# 37 v. Chr.
Portal Geschichte | Portal Biografien | Aktuelle Ereignisse | Jahreskalender | Tagesartikel

◄ |
2. Jahrhundert v. Chr. |
1. Jahrhundert v. Chr. |
1. Jahrhundert |
►

◄ | 50er v. Chr. | 40er v. Chr. | 30er v. Chr. | 20er v. Chr. |
10er v. Chr. |
►

◄◄ | ◄ | 40 v. Chr. | 39 v. Chr. | 38 v. Chr. | 37 v. Chr. |
36 v. Chr. |
35 v. Chr. |
34 v. Chr. |
► |
►►
Staatsoberhäupter

## Ereignisse

### Politik und Weltgeschehen

#### Römisches Reich
- Ende der Herrschaft der Makkabäer über die Juden, Herodes wird König der Juden unter römischer Oberhoheit.
- Vertrag von Tarent: Das 2. Triumvirat zwischen Octavian, Marcus Antonius und Marcus Aemilius Lepidus wird um fünf Jahre verlängert.

#### Asien
- In Korea wird das Königreich Goguryeo (bis 668 n. Chr.) errichtet.

### Wissenschaft und Technik
- Varro postuliert winzige Lebewesen als Ursache für Krankheiten.

### Kultur

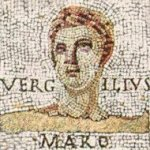
Vergil (Mosaik)

- Vergil beginnt unter der Protektion des Gaius Maecenas mit der Arbeit an seinem Lehrgedicht Georgica.

### Religion
- Herodes I. ernennt Ananel zum Hohepriester des Jerusalemer Tempels.

## Gestorben
- um 37 v. Chr.: Antigonos der Hasmonäer, letzter Herrscher der Makkabäer
- um 37 v. Chr.: Philodemos von Gadara, Philosoph und Dichter (* um 110 v. Chr.)